# هشت و نیم دقیقه
هشت و نیم دقیقه نام یک مجموعه تلویزیونی به کارگردانی شهرام شاه حسینی و تهیه‌کنندگی بهروز مفید و محصول سال ۱۳۹۵ است. فیلم‌نامه این سریال توسط آزیتا ایرایی و علی دادرس با بازنویسی نهایی بابک کایدان به نگارش درآمده و این سریال که در ۲۹ قسمت ۴۵ دقیقه تولید شده محصول شبکه ۲ سیماست. خواننده تیتراژ پایانی این سریال احسان خواجه امیری بوده است.

## خلاصه داستان
پدر و پسری در راه رسیدن به بیمارستان در اثر حادثه از دنیا می‌روند. پزشکی قانونی اعلام می‌کند که پسر ۸٫۵ دقیقه زودتر از پدر جان باخته. بر اساس قانون تمام ارث به پسر کوچکتر، احسان می‌رسد این در حالی است که یکتا، همسر برادرش گرفتار مشکلات مالی می‌شود…

## بازیگران و شخصیت‌ها
| بازیگر          | نقش                 | توضیحات                                                        |
| --------------- | ------------------- | -------------------------------------------------------------- |
| شبنم قلیخانی    | یکتا مهاجر          | خواهر نیما و یلدا، همسر امیر، مادر طاها، دختر بهجت، دوست نسرین |
| سام درخشانی     | احسان تاجیک         | برادر امیر، پسر علی‌اکبر و مریم                                 |
| آشا محرابی      | فروغ رحیمی          | همسر احسان، خواهر فرزین                                        |
| بهرنگ علوی      | فرزین رحیمی         | برادر فروغ، نامزد سابق الهه، معشوقه یلدا                       |
| الهه حصاری      | یلدا مهاجر          | خواهر یکتا و نیما، معشوقه فرزین، دختر بهجت                     |
| مزدک رستمی      | نیما مهاجر          | برادر یکتا و یلدا، همسر حمیده، پسر بهجت                        |
| فرناز رهنما     | نسرین مقدم          | دوست یکتا، همسر مهران                                          |
| سیامک اطلسی     | مهندس علی‌اکبر تاجیک | پدر امیر و احسان، مدیر کارخانه                                 |
| پژمان بازغی     | امیر تاجیک          | همسر یکتا، برادر احسان، پسر علی‌اکبر و مریم، پدر طاها           |
| بهرام ابراهیمی  | نورایی              | حسابدار کارخانه                                                |
| محمد فیلی       | صابر                | دوست علی‌اکبر                                                   |
| مهری آل‌آقا      | بهجت                | مادر یکتا، یلدا و نیما                                         |
| المیرا دهقانی   | مریم                | مادر احسان                                                     |
| طوفان مهردادیان | پیمان اخوان         | کارمند بیمارستان                                               |
| شیرین اسماعیلی  | بهاره               | همسر پیمان                                                     |
| شهرام شاه‌حسینی  | مهران               | همسر نسرین                                                     |
| معصومه رحمتی    | حمیده               | همسر نیما                                                      |
| حسین پهلوان‌زاده | وحید                | کارگر کارخانه                                                  |
| آزاده ثابتی     | الهه نصیری          | نامزد سابق فرزین                                               |
| حسام رحیمی‌منش   | طاها تاجیک          | پسر امیر و یکتا                                                |

## موسیقی
| شماره | نام                       | سراینده    | خواننده          | مدت  |
| ----- | ------------------------- | ---------- | ---------------- | ---- |
| ۱.    | «با توأم» (تیتراژ پایانی) | حسین غیاثی | احسان خواجه‌امیری | ۳:۱۸ |

## جوایز و نامزدها
| ۱۳۹۵ | سین مثل سریال |                         |                 |          |
| ۱۳۹۵ | سین مثل سریال | بهترین مجموعه تلویزیونی | هشت و نیم دقیقه | نامزدشده |
| ۱۳۹۵ | سین مثل سریال | بهترین بازیگر مرد       | سام درخشانی     | نامزدشده |
| ۱۳۹۵ | سین مثل سریال | بهترین بازیگر زن        | شبنم قلی خانی   | برنده    |

- کاندیدای بهترین طراحی صحنه سریال (مدالیوم خورشیدی)
- بهرنگ علوی کاندیدای بازیگری برای سریال هشت و نیم دقیقه در جشن حافظ